# Ferreirinho-de-cara-parda
Ferreirinho-de-cara-parda (nome científico: Poecilotriccus latirostris) é uma espécie de ave da família dos tiranídeos. É encontrada em diversos países da América do Sul.